# Nati nel 1962/Gennaio
| Questa pagina contiene informazioni ricavate automaticamente dalle voci biografiche con l'ausilio del template Bio e di un bot. L'aggiornamento è periodico e automatico e ricostruisce completamente la pagina. Se manca una persona in questa lista, sei pregato di non aggiungerla, ma accertati piuttosto che la sua voce biografica contenga il template Bio e che i dati anagrafici siano correttamente compilati. Se il template Bio manca, inseriscilo tu stesso o, in alternativa, metti l'avviso {{tmp\|Bio}} che ne segnala la mancanza. Se i dati riportati sono sbagliati, correggi direttamente la voce biografica; le modifiche saranno visibili in questa lista entro pochi giorni. Per chiarimenti vedi il progetto biografie. La lista contiene solo le 327 persone che sono citate nell'enciclopedia e per le quali è stato implementato correttamente il template Bio. Pagina aggiornata al 2 lug 2025. |

- 1º gennaio - Jana Angelakis, ex schermitrice statunitense
- 1º gennaio - Lael Brainard, economista statunitense
- 1º gennaio - Paola Capriolo, scrittrice e traduttrice italiana
- 1º gennaio - Andreu Casadevall, allenatore di pallacanestro spagnolo
- 1º gennaio - Marta Farolfi, politica italiana
- 1º gennaio - Nenad Gračan, allenatore di calcio e ex calciatore jugoslavo
- 1º gennaio - Frank Harper, attore e produttore cinematografico britannico
- 1º gennaio - Mo Hayder, scrittrice britannica († 2021)
- 1º gennaio - Pierce Holt, ex giocatore di football americano statunitense
- 1º gennaio - Fabio Menta, ex pallavolista e allenatore di pallavolo italiano
- 1º gennaio - Giōrgos Mītsimponas, calciatore greco († 1997)
- 1º gennaio - Sven Nylander, ex ostacolista svedese
- 1º gennaio - O'Groj, fumettista francese
- 1º gennaio - Panos Skourletīs, politico greco
- 1º gennaio - Viktor Tushaj, politico e insegnante albanese
- 1º gennaio - Nematjan Zakirov, allenatore di calcio e ex calciatore kirghiso
- 2 gennaio - Zezé Assis, cestista angolano († 2007)
- 2 gennaio - Cristieana Cojocaru, ex ostacolista e mezzofondista rumena
- 2 gennaio - Tomáš Císařovský, pittore ceco
- 2 gennaio - Nathalie Étienne, ex cestista francese
- 2 gennaio - Thomas Gerull, ex schermidore tedesco
- 2 gennaio - Carmelo Gómez, attore spagnolo
- 2 gennaio - Domenico Moro, allenatore di calcio e ex calciatore italiano
- 2 gennaio - Vitale Nocerino, giocatore di biliardo italiano († 2002)
- 2 gennaio - Ivan Palazzese, pilota motociclistico venezuelano († 1989)
- 2 gennaio - Peter Rhoades-Brown, ex calciatore inglese
- 2 gennaio - Carlo Riccetelli, ex calciatore italiano
- 2 gennaio - Sister Nancy, disc jockey e cantante giamaicana
- 2 gennaio - Graziana Saccocci, canottiera italiana
- 2 gennaio - Adlan Varaev, lottatore russo († 2016)
- 2 gennaio - Franco Vazio, politico italiano
- 3 gennaio - Albano Canazza, calciatore italiano († 2000)
- 3 gennaio - Carola Cicconetti, maestra di scherma e ex schermitrice italiana
- 3 gennaio - Darren Daulton, giocatore di baseball statunitense († 2017)
- 3 gennaio - Gavin Hastings, ex rugbista a 15 e ex giocatore di football americano britannico
- 3 gennaio - Manolo Lama, giornalista spagnolo
- 3 gennaio - Serafino Parisi, vescovo cattolico italiano
- 3 gennaio - Guy Pratt, bassista e compositore britannico
- 3 gennaio - Alfred Runggaldier, fondista italiano
- 4 gennaio - Natal'ja Bočina, ex velocista sovietica
- 4 gennaio - Algirdas Brazys, ex cestista e allenatore di pallacanestro lituano
- 4 gennaio - Patrick Cassidy, attore statunitense
- 4 gennaio - Harlan Coben, scrittore statunitense
- 4 gennaio - Fred Cofield, ex cestista statunitense
- 4 gennaio - Pietro Condorelli, chitarrista italiano
- 4 gennaio - Michael France, sceneggiatore statunitense († 2013)
- 4 gennaio - Robin Guthrie, polistrumentista e produttore discografico scozzese
- 4 gennaio - Heinz Imboden, ex ciclista su strada svizzero
- 4 gennaio - Joe Kleine, ex cestista statunitense
- 4 gennaio - Fabio Marangon, ex calciatore italiano
- 4 gennaio - John Marshall, chitarrista e compositore statunitense
- 4 gennaio - Alessandro Quaggiotto, ex calciatore italiano
- 4 gennaio - Lucy Riall, storica irlandese
- 4 gennaio - Thomas Sanders, ex giocatore di football americano statunitense
- 4 gennaio - Peter Steele, cantante e bassista statunitense († 2010)
- 4 gennaio - Maricica Țăran, ex canottiera rumena
- 5 gennaio - Carmine Abbagnale, ex canottiere italiano
- 5 gennaio - Suzy Amis, attrice e modella statunitense
- 5 gennaio - Fabio Bortolini, ex cestista italiano
- 5 gennaio - David DeCoteau, regista e produttore cinematografico statunitense
- 5 gennaio - Donatella Di Pietrantonio, scrittrice italiana
- 5 gennaio - Abdelsalam El Ghrissi, ex calciatore marocchino
- 5 gennaio - Carlo Ambrogio Favero, economista italiano
- 5 gennaio - Butch Graves, ex cestista statunitense
- 5 gennaio - Shinobu Ikeda, ex calciatore giapponese
- 5 gennaio - Kenny Jackett, allenatore di calcio e ex calciatore gallese
- 5 gennaio - Björn Kindlund, ex calciatore svedese
- 5 gennaio - Rosa Sánchez, ex cestista spagnola
- 5 gennaio - Tracy Spencer, cantante, attrice e ex modella britannica
- 5 gennaio - Grigol Tsaava, ex calciatore georgiano
- 5 gennaio - Geraint Williams, allenatore di calcio e ex calciatore gallese
- 6 gennaio - Phil Brown, ex velocista britannico
- 6 gennaio - Ninni Bruschetta, attore e scrittore italiano
- 6 gennaio - Jorge Cordero, ex calciatore peruviano
- 6 gennaio - Kim Weon-kee, lottatore sudcoreano († 2017)
- 6 gennaio - Sean Landeta, ex giocatore di football americano statunitense
- 6 gennaio - Orazio Antonio Licandro, politico, giurista e epigrafista italiano
- 6 gennaio - Daniel Mahrer, ex sciatore alpino svizzero
- 6 gennaio - Aleksej Maklakov, attore e cantante russo
- 6 gennaio - Max Leroy Mésidor, arcivescovo cattolico haitiano
- 6 gennaio - Bob Onder, politico statunitense
- 6 gennaio - Nathalie Richard, attrice francese
- 6 gennaio - Nabil Salameh, cantautore e giornalista palestinese
- 6 gennaio - Ágnes Szabó, ex cestista ungherese
- 6 gennaio - Hiroyuki Takahashi, ex calciatore giapponese
- 7 gennaio - Louise Allen, ex tennista statunitense
- 7 gennaio - Salvatore Cavallaro, ex ciclista su strada italiano
- 7 gennaio - Aleksandr Gel'evič Dugin, filosofo e politologo russo
- 7 gennaio - Florica Lavric, canottiera rumena († 2014)
- 7 gennaio - Tintín Márquez, allenatore di calcio e ex calciatore spagnolo
- 7 gennaio - Ron Rivera, ex giocatore di football americano e allenatore di football americano statunitense
- 7 gennaio - Taja Sevelle, cantautrice statunitense
- 7 gennaio - Hallie Todd, attrice statunitense
- 7 gennaio - Leo Van der Elst, allenatore di calcio e ex calciatore belga
- 8 gennaio - Freddy Clavijo, ex calciatore uruguaiano
- 8 gennaio - Víctor Rabuñal, ex calciatore uruguaiano
- 8 gennaio - Bruce Thurlow, ex giocatore di calcio a 5 australiano
- 9 gennaio - Marco Andreatta, ex bobbista italiano
- 9 gennaio - Salvatore Buoncammino, allenatore di calcio e ex calciatore italiano
- 9 gennaio - João Gomes da Silva, architetto del paesaggio portoghese
- 9 gennaio - Conrad Goode, attore, musicista e produttore cinematografico statunitense
- 9 gennaio - Monika Grütters, politica tedesca
- 9 gennaio - Ray Houghton, ex calciatore irlandese
- 9 gennaio - Fabio Massimo Iaquone, artista italiano
- 9 gennaio - Alaa Maihoub, ex calciatore egiziano
- 9 gennaio - Gabriel Sayaogo, arcivescovo cattolico burkinabé
- 9 gennaio - André Wohllebe, canoista tedesco († 2014)
- 10 gennaio - Andrea Cambi, comico e attore italiano († 2009)
- 10 gennaio - Andrea Cecotti, calciatore italiano († 1987)
- 10 gennaio - Choi Soon-ho, allenatore di calcio e ex calciatore sudcoreano
- 10 gennaio - Carlo Costantini, politico italiano
- 10 gennaio - C. Martin Croker, animatore e doppiatore statunitense († 2016)
- 10 gennaio - Trond Fylling, allenatore di calcio e ex calciatore norvegese
- 10 gennaio - Georgeta Gabor, ex ginnasta rumena
- 10 gennaio - Anna Jelonek, ex cestista polacca
- 10 gennaio - Michele Mitchell, ex tuffatrice statunitense
- 10 gennaio - Julie Moran, conduttrice televisiva e attrice statunitense
- 10 gennaio - Noh Soo-jin, ex calciatore sudcoreano
- 10 gennaio - Florencio Roselló Avellanas, arcivescovo cattolico spagnolo
- 10 gennaio - Hichem Yacoubi, attore e regista tunisino
- 11 gennaio - Tom Andrews, ex giocatore di football americano statunitense
- 11 gennaio - Brian Blados, ex giocatore di football americano statunitense
- 11 gennaio - Kim Coles, attrice statunitense
- 11 gennaio - Enrico Gasperini, imprenditore italiano († 2015)
- 11 gennaio - Steve Hislop, pilota motociclistico britannico († 2003)
- 11 gennaio - Brian Moore, ex rugbista a 15 e giornalista britannico
- 11 gennaio - Vegard Opaas, ex saltatore con gli sci norvegese
- 11 gennaio - Pietro Rao, politico e farmacista italiano
- 11 gennaio - Nicola Valenzano, attore, regista e ballerino italiano († 2025)
- 12 gennaio - Bruno Barbieri, cuoco, personaggio televisivo e imprenditore italiano
- 12 gennaio - Daniela Dondi, politica italiana
- 12 gennaio - Radek Drulák, ex calciatore ceco
- 12 gennaio - Gioia Ghezzi, dirigente d'azienda italiana
- 12 gennaio - Gaëtan Huard, ex calciatore francese
- 12 gennaio - Charles Jones, ex cestista statunitense
- 12 gennaio - Emanuele Pirro, ex pilota automobilistico italiano
- 12 gennaio - Joe Quesada, fumettista statunitense
- 12 gennaio - Vujadin Radovanović, fumettista e illustratore serbo
- 12 gennaio - Ileana Salvador, ex marciatrice italiana
- 12 gennaio - Rico Simen, giocatore di curling svizzero († 2019)
- 12 gennaio - Gunde Svan, ex fondista e pilota automobilistico svedese
- 12 gennaio - Luna Vachon, wrestler statunitense († 2010)
- 13 gennaio - Trace Adkins, cantautore e attore statunitense
- 13 gennaio - Marco Berti, tenore italiano
- 13 gennaio - Tor Heiestad, ex tiratore a segno norvegese
- 13 gennaio - Karsten Schmeling, ex canottiere tedesco
- 14 gennaio - Jeff Cronenweth, direttore della fotografia statunitense
- 14 gennaio - Ali Doumbia, ex calciatore ivoriano
- 14 gennaio - Jörgen Elofsson, paroliere e compositore svedese
- 14 gennaio - Esteban González, procuratore sportivo e ex calciatore argentino
- 14 gennaio - Michael McCaul, politico statunitense
- 14 gennaio - Patricia Morrison, bassista e cantante statunitense
- 14 gennaio - Alfred Romuáldez, politico filippino
- 15 gennaio - Anna Maria Barbera, comica, cabarettista e attrice italiana
- 15 gennaio - Margherita Buy, attrice italiana
- 15 gennaio - Ken Macintosh, politico scozzese
- 15 gennaio - David Nucifora, ex rugbista a 15, allenatore di rugby a 15 e dirigente sportivo australiano
- 15 gennaio - Richard Seeber, politico austriaco
- 15 gennaio - Jan Stejskal, ex calciatore ceco
- 15 gennaio - Francesco Uberti, ex canoista italiano
- 16 gennaio - Troy Balderson, politico statunitense
- 16 gennaio - Sean Beavan, musicista e produttore discografico statunitense
- 16 gennaio - Antonio D'Inzillo, mafioso italiano († 2008)
- 16 gennaio - Rob Glaser, imprenditore statunitense
- 16 gennaio - Ron Moore, ex cestista statunitense
- 16 gennaio - Kane Roberts, chitarrista statunitense
- 16 gennaio - Kevin Ross, ex giocatore di football americano e allenatore di football americano statunitense
- 16 gennaio - Vithanakande Samarasinghe, ex maratoneta cingalese
- 16 gennaio - Günter Theißen, genetista tedesco
- 16 gennaio - John van Rijswijck, ex calciatore lussemburghese
- 17 gennaio - Vas Blackwood, attore britannico
- 17 gennaio - Colette Bourgonje, ex fondista e ex atleta paralimpica canadese
- 17 gennaio - Jim Carrey, attore, comico e cabarettista canadese
- 17 gennaio - John Devereaux, ex cestista statunitense
- 17 gennaio - Ari Up, cantante tedesca († 2010)
- 17 gennaio - Mike Kehoe, politico statunitense
- 17 gennaio - Nick Land, filosofo, scrittore e blogger britannico
- 17 gennaio - Denis O'Hare, attore statunitense
- 17 gennaio - Joseph C. Phillips, attore statunitense
- 17 gennaio - David M. Solomon, banchiere e musicista statunitense
- 17 gennaio - Álvaro Tito, ex cestista e allenatore di pallacanestro uruguaiano
- 18 gennaio - Alison Arngrim, attrice statunitense
- 18 gennaio - Mauro Boccafresca, ex calciatore italiano
- 18 gennaio - Pipin Ferreras, apneista cubano
- 18 gennaio - Eduardo José Gomes Camessele Mendes, calciatore, allenatore di calcio e dirigente sportivo portoghese († 2020)
- 18 gennaio - Tamara Gverdts'iteli, cantante georgiana
- 18 gennaio - Cozell McQueen, ex cestista statunitense
- 18 gennaio - Bálint Miskovicz, ex calciatore ungherese
- 18 gennaio - David O'Connor, cavaliere statunitense
- 18 gennaio - Roberto Pedicini, doppiatore, attore e conduttore radiofonico italiano
- 19 gennaio - Gianfranco Battisti, dirigente d'azienda italiano
- 19 gennaio - Kelly Coffield Park, attrice e comica statunitense
- 19 gennaio - Giorgio Enzo, ex calciatore italiano
- 19 gennaio - Tommaso Gargallo di Castel Lentini, generale italiano
- 19 gennaio - Luca Mazzà, giornalista italiano
- 19 gennaio - Jeff Van Gundy, allenatore di pallacanestro statunitense
- 20 gennaio - José Luis Arroyos, ex cestista e allenatore di pallacanestro messicano
- 20 gennaio - Neil Banfield, allenatore di calcio e ex calciatore inglese
- 20 gennaio - Stefano Dadina, ex calciatore italiano
- 20 gennaio - Tutoatasi Fakafanua, politico tongano († 2006)
- 20 gennaio - Omar Hernández, ex ciclista su strada e dirigente sportivo colombiano
- 20 gennaio - Stefan Humphries, ex giocatore di football americano statunitense
- 20 gennaio - Jennifer Mundel, ex tennista sudafricana
- 20 gennaio - Diego Orejuela, calciatore spagnolo († 2024)
- 20 gennaio - Sakiko Tamagawa, attrice, doppiatrice e cantante giapponese
- 20 gennaio - Sophie Thompson, attrice britannica
- 21 gennaio - Ali Benhalima, ex calciatore e ex giocatore di calcio a 5 algerino
- 21 gennaio - Tyler Cowen, economista statunitense
- 21 gennaio - József Demeter, pentatleta ungherese
- 21 gennaio - Małgorzata Janowicz, ex cestista polacca
- 21 gennaio - Luis Jiménez Guevara, ex cestista venezuelano
- 21 gennaio - Isabelle Nanty, attrice francese
- 21 gennaio - Gabriele Pin, allenatore di calcio e ex calciatore italiano
- 21 gennaio - Stefano Salvati, regista e sceneggiatore italiano
- 21 gennaio - Zoran Thaler, politico sloveno
- 21 gennaio - Christian Thary, ex ciclista su strada francese
- 21 gennaio - Marie Trintignant, attrice francese († 2003)
- 21 gennaio - Erik Verlinde, fisico olandese
- 21 gennaio - Ronald dela Rosa, politico, prefetto e poliziotto filippino
- 22 gennaio - Melissa Bean, politica statunitense
- 22 gennaio - Massimo Bulbi, politico italiano
- 22 gennaio - Cesareo, chitarrista e compositore italiano
- 22 gennaio - Tamra Davis, regista statunitense
- 22 gennaio - Ljudmyla Džyhalova, ex velocista sovietica
- 22 gennaio - Uwe Messerschmidt, ex pistard tedesco
- 22 gennaio - Mizan Zainal Abidin di Terengganu, sovrano malese
- 22 gennaio - François Verove, serial killer e poliziotto francese († 2021)
- 23 gennaio - David Arnold, compositore britannico
- 23 gennaio - Uwe Bohm, attore tedesco († 2022)
- 23 gennaio - Zanoni Demettino Castro, arcivescovo cattolico brasiliano
- 23 gennaio - Olaf Heukrodt, ex canoista tedesco
- 23 gennaio - Stephen Keshi, allenatore di calcio e calciatore nigeriano († 2016)
- 23 gennaio - Pete Koch, ex giocatore di football americano e attore statunitense
- 23 gennaio - Elvira Lindo, scrittrice spagnola
- 23 gennaio - Boris McGiver, attore statunitense
- 23 gennaio - Hans Pieren, ex sciatore alpino e allenatore di sci alpino svizzero
- 23 gennaio - Richard Roxburgh, attore australiano
- 24 gennaio - Edward Atterton, attore britannico
- 24 gennaio - Barbara Cupisti, attrice, sceneggiatrice e regista italiana
- 24 gennaio - Abderrahmane Dahnoune, ex giocatore di calcio a 5 algerino
- 24 gennaio - Mathias Haas, ex sciatore alpino austriaco
- 24 gennaio - Zoë Haas, ex sciatrice alpina svizzera
- 24 gennaio - Argyrīs Kampourīs, ex cestista e allenatore di pallacanestro greco
- 24 gennaio - Antonina Ordina, ex fondista russa
- 24 gennaio - Roberto Santillo, fumettista italiano
- 24 gennaio - Sotir Shkurti, ex calciatore albanese
- 24 gennaio - Tarek Soliman, ex calciatore egiziano
- 25 gennaio - Chris Chelios, ex hockeista su ghiaccio statunitense
- 25 gennaio - Christopher Coppola, regista e produttore cinematografico statunitense
- 25 gennaio - Iryna Dovgan, attivista ucraina
- 25 gennaio - Birgit Fischer, ex canoista tedesca
- 25 gennaio - Georges Grün, ex calciatore belga
- 25 gennaio - Bruno Martini, calciatore e allenatore di calcio francese († 2020)
- 25 gennaio - Osama Oraby, allenatore di calcio e ex calciatore egiziano
- 25 gennaio - Luca Pitteri, direttore di coro italiano
- 25 gennaio - František Procházka, hockeista su ghiaccio cecoslovacco († 2012)
- 25 gennaio - Hendrik Reiher, ex canottiere tedesco
- 26 gennaio - Craig Anton, attore statunitense
- 26 gennaio - Lois Anvidalfarei, scultore italiano
- 26 gennaio - Enzo Augello, pallamanista italiano
- 26 gennaio - Marco Barrero, ex calciatore boliviano
- 26 gennaio - Aleksandr Beljakov, ex slittinista sovietico
- 26 gennaio - John Brown, allenatore di calcio e ex calciatore scozzese
- 26 gennaio - Lynda Cornet, ex canottiera olandese
- 26 gennaio - Angela D'Onghia, imprenditrice e politica italiana
- 26 gennaio - Rainer Hoppe, ex pallanuotista tedesco
- 26 gennaio - Angelo Jannone, carabiniere e dirigente d'azienda italiano
- 26 gennaio - Anna LaCazio, cantautrice statunitense
- 26 gennaio - Domenico Matassini, ex cestista italiano
- 26 gennaio - Raúl Quiroga, dirigente sportivo, allenatore di pallavolo e ex pallavolista argentino
- 26 gennaio - Oscar Ruggeri, ex calciatore e allenatore di calcio argentino
- 26 gennaio - Joakim Wallner, ex sciatore alpino svedese
- 26 gennaio - Carlos Xavier, allenatore di calcio e ex calciatore portoghese
- 26 gennaio - Pedro Xavier, ex calciatore portoghese
- 27 gennaio - Viktor Berendjuga, ex pallanuotista sovietico
- 27 gennaio - Steve Butler, ex calciatore inglese
- 27 gennaio - Vern Cotter, ex rugbista a 15 e allenatore di rugby a 15 neozelandese
- 27 gennaio - Khadia Diarisso, ex cestista senegalese
- 27 gennaio - Ron Faurot, ex giocatore di football americano statunitense
- 27 gennaio - Marc Ferrari, chitarrista statunitense
- 27 gennaio - Anselmo Fuerte, ex ciclista su strada spagnolo
- 27 gennaio - Kim Hyon-hui, agente segreta e criminale nordcoreana
- 27 gennaio - Neno, calciatore portoghese († 2021)
- 27 gennaio - Roberto Paci Dalò, compositore e regista italiano
- 27 gennaio - Paulo Roberto, procuratore sportivo e ex calciatore brasiliano
- 27 gennaio - Gisella Rossi, artista italiana
- 27 gennaio - Vladimir Vochmjanin, ex tiratore a segno kazako
- 28 gennaio - Michael Cage, ex cestista statunitense
- 28 gennaio - Keith Hamilton Cobb, attore statunitense
- 28 gennaio - Maciej Czyżowicz, ex pentatleta polacco
- 28 gennaio - Francesca Draghetti, attrice, doppiatrice e dialoghista italiana
- 28 gennaio - Massimo Ferrarese, politico e dirigente sportivo italiano
- 28 gennaio - Tyra Ferrell, attrice statunitense
- 28 gennaio - Miriam Gebhardt, storica e scrittrice tedesca
- 28 gennaio - Dennis Ghezze, giocatore di curling italiano
- 28 gennaio - Giovanna Melandri, politica, economista e ambientalista italiana
- 28 gennaio - Patrice Motsepe, imprenditore sudafricano
- 28 gennaio - Sam Phillips, cantautrice, compositrice e attrice statunitense
- 28 gennaio - Philippe Vercruysse, ex calciatore francese
- 29 gennaio - Aldo Bassi, trombettista e compositore italiano († 2020)
- 29 gennaio - Gauri Lankesh, giornalista e attivista indiana († 2017)
- 29 gennaio - Massimo Paolucci, regista italiano
- 29 gennaio - Oana Pellea, attrice rumena
- 29 gennaio - Charlie Quintana, batterista statunitense († 2018)
- 29 gennaio - Gianmarco Rossi, pilota motociclistico italiano
- 29 gennaio - Yoshiyuki Sadamoto, fumettista e character designer giapponese
- 29 gennaio - Matthew Stover, scrittore statunitense
- 29 gennaio - Lee Terry, politico statunitense
- 29 gennaio - Olga Tokarczuk, scrittrice polacca
- 29 gennaio - Nicholas Turturro, attore statunitense
- 29 gennaio - Mario Vietri, militare italiano
- 30 gennaio - Abd Allah II di Giordania, sovrano giordano
- 30 gennaio - Leonard Coleman, ex giocatore di football americano statunitense
- 30 gennaio - Francesco Cuccovillo, ex calciatore italiano
- 30 gennaio - Jennifer Hale, doppiatrice canadese
- 30 gennaio - Mary Kay Letourneau, insegnante statunitense († 2020)
- 30 gennaio - Maria Luisa Premier, ex cestista italiana
- 30 gennaio - Melanie Walters, attrice gallese
- 30 gennaio - Xu Xiaoliang, ex cestista cinese
- 30 gennaio - Éric de Moulins-Beaufort, arcivescovo cattolico francese
- 31 gennaio - Claudio Cipelletti, regista italiano
- 31 gennaio - Aleksej Borisovič Miller, imprenditore e politico russo
- 31 gennaio - Sophie Muller, regista britannica
- 31 gennaio - Timothy Naftali, storico e giornalista canadese
- 31 gennaio - David Oliver, attore statunitense († 1992)
- 31 gennaio - Flavio Tranquillo, giornalista, scrittore e telecronista sportivo italiano
- 31 gennaio - Frank Wieneke, ex judoka tedesco